# اندیس در میان
در میان یک اندیس فلزی است که در حوالی شهر سر بیشه استان خراسان قرار دارد و مادهٔ معدنی موجود در آن، مس است.  